# مورچه‌ها (فیلم مستند)
مورچه‌ها، مستندی کوتاه به کارگردانی علیرضا میرزایی و با تصویربرداری و تدوین محمد ناصریراد است که با نگاهی متفاوت به وضعیت زیست و معاش زباله گردهای خیابانی در شهر شیراز می‌پردازد.
مورچه‌ها روایتگر افرادی از جامعه است که بِسان مورچه‌ها نقش بسزایی در احیای طبیعت و به ویژه در بازیافت ضایعات دارند .

## جوایز و افتخارات
- جایزهٔ بهترین مستند از دومین جشنوارهٔ ملی فیلم پاک کن
- برگزیدهٔ نهمین دوره جشنوارهٔ فیلم کوتاه شیراز

## سایر عوامل
- تهیه کننده اجرایی: سیدامیداحمدپورشمس آباد
- موسیقی: محسن فلاحزاده/محمد حسین فلاح زاده
- صدابردار: خیراللّه نسرینفر
- طراح پوستر: محمد حسین فلاح زاده
- اجرای پوستر: سولماز کریمی